# 朴贊煥
朴贊煥（1957年7月18日—），韩国男演员。

## 演繹經歷
朴贊煥生于庆尚南道鎮海市，曾在庆尚南道密陽市居住過一段時間，後來搬到全羅南道光州居住，就讀於光州农业高中並順利畢業。1979年朴贊煥以舞台劇演員身份出道，1982年入選MBC第15期公開招募演員並加入MBC，隨後出演多部電視劇、電影及舞台劇。

## 影視作品

### 電視劇
- 1989年：KBS1《日出》
- 1998年：KBS1《王與妃》飾演 齊安大君
- 1999年：MBC《醫道》飾演 朝鮮宣祖
- 2001年：MBC《商道》飾演 洪景來
- 2003年：MBC《大長今》
- 2004年：KBS《不滅的李舜臣》飾演 權俊
- 2006年：MBC《宮》飾演 皇帝
- 2006年：KBS2《黃真伊》飾演 朝鮮中宗
- 2007年：KBS2《你好！小姐》
- 2007年：OCN Movies《正祖暗殺之謎－8天》
- 2008年：KBS2《單身爸爸戀愛中》
- 2008年：MBC《伊甸園之東》
- 2009年：MBC《一枝梅歸來》
- 2010年：MBC《欲望的火花》
- 2012年：TV朝鮮《韓半島》
- 2013年：KBS《恩熙》
- 2014年：SBS《只屬於我的你》
- 2014年：SBS《媽媽的選擇》
- 2015年：SBS《The Ace》
- 2016年：KBS2《天上的約定》
- 2016年：KBS1《閃耀的恩秀》
- 2017年：KBS2《那女人的大海》
- 2019年：KBS2《讓我聆聽你的歌》
- 2022年：KBS2《黃金面具》

### 電影
- 1989年：《傷口（朝鲜语：상처 (1989년 영화)）》
- 1990年：《從凌晨到夜晚（朝鲜语：새벽에서 밤까지）》飾演 聖泰
- 1990年：《你是我恍惚的地獄（朝鲜语：너는 나의 황홀한 지옥）》飾演 民宇
- 1990年：《狂戀之歌》飾演 民哲
- 1990年：《那是秘密（朝鲜语：있잖아요 비밀이에요）》飾演 導演
- 1991年：《既熱情又溫柔（朝鲜语：뜨겁고 부드럽게）》飾演 勝奎
- 1991年：《駱駝不會獨自哭泣（朝鲜语：낙타는 따로 울지 않는다）》飾演 金民秀
- 1991年：《桑田旅行者（朝鲜语：뽕밭 나그네）》
- 1991年：《在回憶中蓋房子的女人（朝鲜语：여자는 추억 속에 집을 짓는다）》飾演 海日
- 1992年：《世界如生活般美好（朝鲜语：세상은 살만큼 아름답다）》飾演 吉正
- 1992年：《天國的階梯（朝鲜语：천국의 계단）》飾演 明吉
- 1993年：《西大街（朝鲜语：웨스턴 애비뉴）》飾演 智秀的哥哥
- 1998年：《魚餌（朝鲜语：미끼 (영화)）》飾演 吳警察
- 2007年：《解剖學教室（朝鲜语：해부학 교실）》飾演 善花的叔叔

## 綜藝節目
- 2016年：SBS《燃燒的青春》